# Pseudastur
Pseudastur là một chi chim trong họ Accipitridae.